# Arthur Wint
Arthur Stanley Wint, jamajški atlet, * 25. maj 1920, Plowden, Manchester, Jamajka, † 19. oktober 1992, Linstead, Jamajka.
Wint je v svoji karieri nastopil na poletnih olimpijskih igrah v letih 1948 v Londonu in 1952 v Helsinkih. Na igrah leta 1948 je osvojil naslov olimpijskega prvaka na 400 m in podprvaka na 800 m, leta 1952 pa naslov olimpijskega prvaka v štafeti 4x400 m in podprvaka  na 800 m. Njegova zmaga leta 1948 je prva zlata olimpijska medalja za Jamajko.